# Biblioteca nazionale d'Albania
La Biblioteca nazionale Albanese (Biblioteka Kombëtare e Shqipërisë) ha sede nel Palazzo della Cultura a Tirana e nel nuovo plesso in piazza Skanderbeg. La biblioteca conserva più di 1.035.885 unità tra libri, periodici, carte geografiche, atlanti, microfilm ed altri materiali. L'istituzione culturale conserva anche un importante archivio inerente alla cultura balcanica ed albanese.

## Storia
La Biblioteca nazionale di Albania viene fondata il 10 luglio 1920 presso la sede del Ministero della Pubblica Istruzione a Tirana. Al termine della seconda guerra mondiale la biblioteca contava più di 100.000 volumi, numero che andò sempre ad aumentare grazie anche al decreto del 31 maggio 1948; con questa nuova legge la Biblioteca nazionale svolge l'ufficio di deposito legale, raccogliendo così tutte le pubblicazioni che avvengono sul suolo albanese. Nel 1966 la biblioteca venne spostata nell'edificio del palazzo della Cultura di Tirana, dove ancora oggi espleta le sue funzioni culturali.

## Compiti ed organizzazione
La Biblioteca nazionale Albanese si occupa principalmente di raccogliere e conservare tutto il patrimonio scritto riguardo al popolo albanese, inoltre svolgendo l'ufficio di deposito legale raccoglie e conserva tutte le pubblicazioni che avvengono sul suolo nazionale. 
Per quanto riguarda la ricerca, la biblioteca nazionale rappresenta il principale centro bibliografico del paese, inoltre è anche centro professionale per la formazione del personale di biblioteca e pubblica il giornale scientifico Bibliothecae.

## Libri antichi e rari
Le opere pregiate e rare sono conservate nel fondo speciale delle antichità; sono catalogate più di 2.448 opere rare pubblicate nell'arco dei secoli XV-XVIII. Sono custodite sia opere in latino che in albanese di autori come Gjon Buzuku, Pjetër Budi, Pjetër Bogdani, Franc Varibobës, nonché opere di celebri umanisti albanesi come Marino Barlezio, Marin Beçikemi e Demetrio Franco. Il più antico libro di questa collezione è l'opera di Papa Pio II Epistolae de Conventu Mantvano pubblicato a Milano nel 1473.